# Rørek Dagsson
Rørek Dagsson (962-1021) fue un caudillo vikingo, rey de Hedmark, Noruega entre 998 y 1021. Rørek gobernaba en diarquía con su hermano Ring Dagsson de Ringerike. Ambos eran hijos del caudillo Dag Ringsson y uno de los cinco reyes que se opusieron al reinado de Olaf II de Noruega.
Tras fracasar un intento de organizar un ejército contra el rey Olaf por la traición de Ketil Kalv, el rey Olaf, advertido del plan, se dirigió con 400 hombres a Ringsaker antes del amanecer y rodeó la casa donde estaban durmiendo los reyes. Todos fueron hechos prisioneros; al rey Rørek le arrancaron los ojos y al rey Gudrod le cortaron la lengua, los otros dos fueron desterrados de Noruega y Olaf tomó posesión de sus reinos.